# Helsingør Floorball Team
Helsingør Floorball Team er en floorballklub med hjemsted i Helsingør. Hjemmekampe af klubbens hold spilles i Helsingørhallen, hvor alle foreningens hold også træner.  

## Nuværende situation
Klubben har en bred vifte af hold både på ungdoms og senior-siden, samt Special Olympics (hold for unge med udviklingshæmning). Foreningen har fokus på såvel elite som bredde og tager et socialt ansvar. 

## Seniorhold

### Herrehold
På senior-siden har klubben to herre hold i Danmarksturneringen, som spiller i hhv. Unihoc ligaen og 3. division.  
Klubbens første hold har de seneste tre sæsoner spillet i 1. division og i de to seneste sæsoner endt som vinder af rækken. En plads i ligaen har dog været afvist, da man i klubben rent praktisk og økonomisk ikke har fundet grundlag for at være en del af den landsdækkende liga, men til sæsonen 2016/2017 valgte klubben at takke ja, og blive en del af den landsdækkende liga. 

### Damehold
På damesiden har klubben et hold, placeret i 1. division. Mange af damerne på holdet spiller primært floorball for at få en masse motion. 

## Ungdomshold
På ungdomssiden er der hold helt ned til U5, og op til U13. Det er primært drenge-hold, men klubben bestræber sig på også at få mere fokus på pige-floorball.
U5-U9 børnene i alderen 5-9 år træner sammen, og børnene i alderen 10-13 år på U11 og U13 træner sammen.

## Historie
Helsingør Floorball Team (HFT) blev grundlagt i 1989 og er en af Danmarks ældste floorballklubber.

## AftenCup
Helsingør Floorball Team har årligt afholdt AftenCup hvor flere lokale hold har deltaget. Cuppen har de seneste år vokset, i takt med at flere og flere er begyndt at kende til konceptet.
Den seneste AftenCup blev afholdt 9. februar 2016, og havde hele 26 hold til at deltage. 

## SSL arrangment
På den anden side af sundet ligger Helsingborg, som huserer det svenske floorball superliga hold FC Helsingborg.
I sæsonen 2014/2015 stod FC Helsingborg med en problematik i planlægning af deres sidste grundsspilskamp, i det at man skulle planlægge en hjemmekamp der skulle starte præcis samtidig med alle andre kampe i rækken, d. 13. marts 2015, og deres normale hjemmebane, Helsingborg Arena var optaget denne dato.
FC Helsingborg fandt derfor det alternativ at denne ene kamp blev flyttet til Helsingør.
Helsingør Floorball Team stod derfor overfor en stor opgave i at organisere dette unikke arrangement. Modstanderen var Warberg, der sammen med FC Helsingborg kæmpede om at indløse en billet til slutspillet, hvis man vandt denne sidste kamp. 